# 伊藤徹魯
伊藤 徹魯（いとう てつろ、1937年 - 没年不明）は、日本の哺乳類学者。大阪府大阪市出身。

## 略歴
1937年大阪市生まれ。1961年京都大学農学部農林生物学科卒業、京都大学大学院博士課程修了。1971年朝日大学歯学部助手。2001年朝日大学歯学部退職。尖閣諸島など日本海沿岸や日本の太平洋沿岸に生息していたニホンアシカなど鰭脚類の分布、生態、形態について研究していた。

## 著書
- 阿部永; 石井信夫; 伊藤徹魯; 金子之史; 前田喜四雄、三浦慎悟、米田政明 (2008), 自然環境研究センター, ed., 日本の哺乳類 (改訂2版 阿部永（監修） ed.), 東海大学出版会, ISBN 9784486018025
- 伊藤徹魯 (1986), “鰭脚類(亜目)”, in 後藤仁敏; 大泰司紀之, 歯の比較解剖学, 医歯薬出版, pp. 171-173, ISBN 4263400704
- Lockley, R. M. (Ronald Mathias) 伊藤徹魯訳 (1987), アザラシの自然誌, 平河出版社, ISBN 4892031313
- 和田一雄; 伊藤徹魯 (1999), 鰭脚類：アシカ・アザラシの自然史, 東京大学出版会, ISBN 4130601733
- 和田一雄; 伊藤徹魯; 新妻昭夫; 羽山伸一; 鈴木正嗣 (1986), ゼニガタアザラシの生態と保護, 東海大学出版会, ISBN 4486009258

## 論文
- 国立情報学研究所収録論文 国立情報学研究所
- 朝日稔; 小島和子; 伊藤徹魯 (1978), “島根県益田市附近捕獲のタヌキの年齢構成(生態学)”, 動物学雑誌 87 (4):  533
- 伊藤徹魯 (1993), “ニホンアシカの復元にむけて-3-アシカ科動物の分類と進化-1-属レベル以上の問題”, 海洋と生物 (生物研究社) 15 (5):  345-352
- 伊藤徹魯 (1994), “ニホンアシカの復元にむけて-7-古文献の「あしか」の同定”, 海洋と生物 (生物研究社) 16 (3):  215-224
- 伊藤徹魯 (1995), “ニホンアシカの復元にむけて-12-ニホンアシカの生態復元の試み”, 海洋と生物 (生物研究社) 17 (2):  147-155
- 伊藤徹魯 (1985), “ニホンアシカZalophus californianus japonicusの頭骨の新資料について〔英文〕”, 哺乳動物学雑誌 (日本哺乳類学会) 10 (3):  135-148
- 伊藤徹魯 (1994), “ニホンアシカ成獣の体長 体重の復元”, 成長 32:  89-97
- 伊藤徹魯 (2001), “鰭脚類頬歯の小型化・同形歯化に関する進化学的研究(第134回岐阜歯科学会例会)”, 岐阜歯科学会雑誌 (朝日大学) 28 (1):  118-119, ISSN 03850072
- 伊藤徹魯; 藤田明良; 久保金弥 (2001), “朝鮮半島周辺海域の鰭脚類：朝鮮の古文献のニホンアシカとゴマフアザラシ”, 野生生物保護 (野生生物保護学会) 6 (2):  51-66, ISSN 13418777
- 伊藤徹魯; 井上貴央; 中村一恵 (1995), “1994年度ニホンアシカ研究会の研究交流会”, 哺乳類科学 (日本哺乳類学会) 34 (2):  164-168
- 伊藤徹魯; 井上貴央; 中村一恵 (1996), “1995年度ニホンアシカ談話会”, 哺乳類科学 (日本哺乳類学会) 35 (2):  176-179
- 伊藤徹魯; 加藤秀弘; 和田一雄; 島崎健二; 荒井一利, “北海道におけるトドの生態調査報告(I)”, 鯨研通信 (305):  1-7
- 伊藤徹魯; 中村一恵 (1994), “ニホンアシカの復元にむけて-9-ニホンアシカの分布の復元”, 海洋と生物 (生物研究社) 16 (5):  373-393
- 佐藤和彦; 伊藤徹魯; 岩久文彦 (2001), “ネズミ科齧歯類にみられる咬合様式と咬筋深層停止部との関係”, 歯科基礎医学会雑誌 (歯科基礎医学会) 43 (5):  562
- 久保金弥; 伊藤正樹; 伊藤徹魯; 岩久文彦 (2001), “Chorea-acanthocytosis 患者の自己咬傷の歯科治療経験”, 障害者歯科 22 (1):  25-27